# Let’s Pollute
Let’s Pollute (englisch für ‚Lasst uns verschmutzen‘) ist ein US-amerikanischer animierter Kurzfilm von Geefwee Boedoe aus dem Jahr 2009.

## Handlung
Ist es heutzutage mithilfe von Autos und Maschinen einfach, ein guter Umweltverschmutzer zu sein, war dies vor der Industriellen Revolution ungleich schwerer. Zwar war der Mensch seit Urzeiten ein begeisterter Umweltverschmutzer – schon die ersten Siedler brachten den Indianern tonnenweise Müll mit –, doch konnte die Umwelt immer wieder die Oberhand gegen jegliche Verschmutzungsbemühungen gewinnen. Erst mit den ersten Maschinen und der Industriellen Revolution konnte sich der gute Verschmutzer endlich durchsetzen.
Guter Umweltverschmutzer zu sein, ist leicht: Man soll Dinge einkaufen und verbrauchen, jedoch nie reparieren. Bei der Entsorgung des neusten Elektroschrotts sollte nie die Mülltrennung eine Rolle spielen. Nur durch gemeinschaftliche Anstrengungen kann jedoch die unberührte Landschaft über Jahre in eine verseuchte Gegend verwandelt werden. Neben dem Zusammenhalt der Menschen spielt dabei nicht zuletzt die Unterstützung großer Firmen eine Rolle, die jede noch so kleine Ware mit zahlreichen Verpackungen umgeben und für eine konstante Luftverschmutzung sorgen.
Umweltverschmutzer müssen eigentlich nur einige grundlegende Regeln beachten: Immer doppelt so viel wie nötig kaufen, nie Dinge zweimal benutzen, heute für doppelt so viel Müll wie gestern sorgen und ja nicht zweimal über das eigene Verhalten nachdenken. Der Sprecher schließt mit einem enthusiastischen Aufruf, die Umwelt weiter zu verschmutzen.

## Produktion
Boedoe hatte seit 1988 als Animator unter anderem für Pixar und Dreamworks gearbeitet. Er begann mit der Arbeit zu seinem ersten eigenen Animationsfilm im Jahr 2006. Let’s Pollute wurde Ende 2009 fertiggestellt.
Die Animation des Films ist handgezeichnet: Zum Teil verwendete er Zeichentusche („India Ink“) auf Plastik, der Hintergrund wurde mit Stift auf Papier gezeichnet. Vorgefertigte Zeichnungen wurden schließlich eingescannt und am Computer koloriert und nachbearbeitet. Vorbilder für den Animationsstil waren frühe Werke der UPA, Filme John Hubleys und Kurzanimationsfilme wie Die Musikstunde.
Der Film wird in der Form von Unterrichtsfilmen der 1950er- und 1960er-Jahre durch einen Erzähler präsentiert und somit satirisch verzerrt. Erzähler des Films ist Jim Thornton. Neben der Musik von Roger Roger enthält der Film auch zwei Lieder, die Boedoe schrieb und mit Musikern im Studio einspielte.
Let’s Pollute ist als erster Teil einer Trilogie konzipiert, die sich zeitkritischen Fragen stellt. Teil 2, Peace is for Sissies, soll sich mit dem Militär und der Friedensfrage auseinandersetzen, während Teil 3, Try Ignorance, sich mit Bildungsfragen beschäftigen soll.

## Auszeichnungen
Let’s Pollute wurde 2011 für einen Oscar in der Kategorie „Bester animierter Kurzfilm“ nominiert, konnte sich jedoch nicht gegen The Lost Thing durchsetzen.
Auf dem Orlando Film Festival wurde Let’s Pollute 2009 als bester animierter Film ausgezeichnet.